# Richard E. Cunha
Richard Earl Cunha (* 4. März 1922 in Honolulu; † 18. September 2005 in Oceanside, Kalifornien) war ein US-amerikanischer Filmregisseur, Kameramann und Drehbuchautor.

## Leben
Richard E. Cunha wurde in den 1950ern bekannt mit seinen Horror-Filmen She Demons, Missile to the Moon und „Frankenstein’s Daughter“.
Cunha war auch an frühen Fernsehshows, wie „The Adventures of Marshal O’Dell“, „Captain Bob Steele“ und Border Patrol beteiligt. Bei den Filmen Death Valley Days und Branded war er Kameramann.
Cunha starb 83-jährig an einem Herzinfarkt; ihm wurden im Dezember 2004 drei Bypässe gelegt. Er hinterließ seine Frau Kathryn „Peaches“ Cunha, drei Söhne, eine Tochter, sowie sieben Enkelkinder und zwei Urenkel. Sein Sohn Steven starb 1972.

## Werke

### Regie
- 1958 She Demons
- 1958 In den Klauen des Giganten (Giant from the Unknown)
- 1958 Bestie des Grauens (Missile to the Moon)
- 1958 Frankenstein’s Daughter
- 1961 Girl in Room 13
- 1964 Einer frißt den anderen (Dog Eat Dog)

### Kamera
- 1950 Red Rock Outlaw
- 1958 In den Klauen des Giganten (Giant from the Unknown)
- 1961 Bloodlust!
- 1962 The Silent Witness
- 1965 Branded (Fernsehserie)

### Drehbuch
- 1958 She Demons
- 1961 Girl in Room 13